# Mankind
Pour les articles homonymes, voir Mankind (homonymie).
Mankind est le tout premier jeu vidéo de stratégie en temps réel massivement multijoueur publié en décembre 1998 par Vibes Online Gaming. Après le succès inattendu de Mankind en Asie, le jeu fut racheté par O2 Online Entertainment. A la mi-2008 Il est maintenu par Quantex (en), pour être définitivement arrêté en octobre 2015 (faute d'abonnés suffisants).
Mankind a été le premier jeu de sa catégorie à donner aux joueurs la chance d'interagir entièrement au sein d'un seul univers persistant, de créer des guildes ou empires, et d'être libre de suivre leurs propres destinées en suivant ou non l'histoire initiale du jeu. Les joueurs sont libres de devenir marchands, combattants ou mercenaires, et de se regrouper ou non pour former de grandes entités dont les conflits ont fait l'histoire unique de Mankind. Il y eut de nombreuses guerres, l'aspect politique étant assez développé, et l'est toujours aujourd'hui.
Mankind est passé par plusieurs versions depuis sa sortie initiale en 1998. Son mode de distribution était aussi unique. Contrairement aux autres MMO comme EverQuest, le jeu pouvait être uniquement téléchargé en ligne, les joueurs payant un coût mensuel pour y accéder. Sur obligation de son éditeur (Cryo Interactive) Vibes sortira une version boîte, comprenant un CD et un manuel, pourtant cette version CD ne permettait pas de jouer au jeu puisque celui-ci était encore loin d'être fini.

## Système de jeu

### Généralités
Mankind se déroule aussi bien sur un plan terrestre, avec les planètes, que spatial, ceci dans une galaxie de 63254 systèmes solaires, contenant eux-mêmes jusqu'à huit planètes chacun. (dans la galaxie Outer, environ 72 000 dans la galaxie Inner.)
Les deux plans sont interdépendants en termes de ressources, la construction de vaisseaux spatiaux ne pouvant se faire sans les matières premières extraites de mines terrestres.
Certaines ressources sont très rares dans la galaxie, de fait une grande partie des interactions entre joueurs ont lieu dans un nombre restreint de systèmes solaires.
La rareté de ces ressources comme le larium, l'argent ou l'or peut engendrer des guerres entre les différents Empires, Fédérations ou Corporations qui composent la galaxie.
Parfois, des conflits entre deux organisations peuvent devenir de gros conflits galactiques par le jeu des alliances. Ce qui engendre des combats aux quatre coins de la galaxie. Des milliers de vaisseaux peuvent être engloutis en quelques heures pour récupérer un système stellaire jugé stratégique.
Après quelques mois de jeu, une troisième organisation, créée par les joueurs eux-mêmes, verra le jour. Les Colonies suprêmes, regroupant plus d'une centaine de membre, se verra en effet le droit de devenir complètement autonome.
Le caractère persistant du jeu veut que bien que le joueur ne soit pas connecté, toutes ses installations réalisent leur tâche (extraction de ressources, etc.) et les risques qu'un ennemi abatte ses possessions durant ce moment est grand.

### Début du jeu
Chaque nouveau joueur entre dans la galaxie avec un unique vaisseau de construction, le Vibz, contenant 500 colons, et dispose d'une somme de 20000 crédits.
Ce vaisseau est parqué dans une des nombreuses stations spatiales appartenant à l'Empire Inner, ou Outer (Empire non-joueur). C'est ainsi que le joueur sous-équipé commence son expérience, en allant fonder une colonie dans une des planètes environnantes, et se développer.
Une bonne colonie de base oblige à la construction de mines sur les ressources de la planète, voir de toutes les planètes du système. Couplé à quelques entrepôts, le joueur disposera d'une production constante qu'il pourra revendre à la station impérial dans le but de générer des crédits.
Par la suite, un laboratoire permettra l'accès à de nouvelles technologies, notamment les technologies civiles, pour pouvoir créer une petite ville sur une planète disposant de « Fertilité ». C'est indispensable à l'obtention de nouveaux colons car ces derniers sont demandés pour toute structure et vaisseaux à produire, or la quantité de départ est très limitée.
Une fois ces étapes réalisées, le joueur aura l'appui nécessaire pour pouvoir explorer et coloniser les systèmes solaires environnants, et rencontrer d'éventuels amis ou... ennemis.

## Développement
Mankind est développé par le studio français Vibes Online Gaming, fondé par Yannis Mercier, Frank De Luca et Alexandre Ledent, ces derniers ayant précédemment travaillé pour Cryo Interactive. Outre ces trois fondateurs, le studio emploie trois personnes en 1998, deux programmeurs et un graphiste. Il fait également appel à deux autres programmeurs, en free-lance, et à un concepteur en externe. Si leur projet est bien accueilli par les éditeurs de jeux vidéo, ces derniers sont réticents à le financer. Ils n’ont en effet pas assez d’expérience en matière de jeu en ligne pour appréhender correctement le projet et sont réticents à l’idée de le vendre uniquement sur Internet. Ils se tournent finalement vers l’ancien employeur de Frank De Luca et Alexandre Ledent, Cryo Interactive, qui suit le projet depuis le départ. Après leur avoir présenté une nouvelle version du jeu lors de l’Electronic Entertainment Expo et fort des 10000 inscriptions à son bêta-test en ligne, ils signent alors un contrat de co-production et d’édition avec l’éditeur. Pour la production, Cryo et Vibes sont ainsi impliqués à parts égales dans le projet et, pour l’édition, Cryo doit distribuer la version CD-ROM du jeu alors que Vibes se charge de la version vendue en ligne. La version CD-ROM, qui inclut un an d’abonnement au jeu, est publiée en décembre 1998, alors que le jeu est encore loin d’être terminé. Vibes continue néanmoins de développer le jeu et décide de ne faire débuter les abonnements qu’un an plus tard, en décembre 1999.

## Versions
- Beta : Décembre 1998[5]
- v 1   : Janvier 1999[5]
- v 1.5 : Aout/Septembre 1999[5]
- v 1.6 : Avril 2000[5]
- v 1.7 : Novembre 2000[5]
- v 1.8 : Décembre 2001[5]
- v 1.8.2 : Aout 2008
- v 1.8.3 : Octobre 2008
- v 1.8.4 : Novembre 2008
- v 1.9.0 : Février 2010 Projet Mankind War: Ouverture d'une nouvelle galaxie « Outer »
- v 1.9.1 : Mai 2010 Mise à jour du moteur 3D et de nouveaux modèles 3D
- v 1.9.2 : Septembre 2010 Préparation de futures fonctionnalités (jumpgate, quartier général...)
- v 1.9.3 : Juin 2011 Mise en ligne des fonctionnalités des Quartier Général et Jumpgates
- Octobre 2015 : Fermeture définitive des serveurs (à la suite d'un nombre d'abonnés trop bas ne permettant plus de maintenir les serveurs.)

## Accueil
| Mankind       |      |       |
| Média         | Pays | Notes |
| Jeuxvideo.com | FR   | 14/20 |
| Joystick      | FR   | 78 %  |